# NGC 4517A
NGC 4517A is een balkspiraalstelsel in het sterrenbeeld Maagd. Het hemelobject ligt in de buurt van NGC 4517, waarmee het verder geen interacties aangaat.

## Synoniemen
- Reinmuth 80[1][2][3]
- UGC 7685
- MCG 0-32-19
- ZWG 14.62
- KCPG 344A
- PGC 41578